# Necrophagist
Necrophagist fue una banda alemana de death metal técnico y death metal progresivo, fundada en la ciudad alemana de Karlsruhe. Su nombre significa en griego "devorador de muertos". Se formó en el año 1992 por el líder y guitarrista Muhammed Suiçmez, quien fue el único miembro que se mantuvo en la banda desde sus inicios.
Fue confirmado hace años por los mismos miembros de que la banda no grabará más álbumes, promesa que a día de hoy han cumplido, además de que según Muhammed en cualquier momento se cansaran y se disolverán porque en sus propias palabras "Necrophagist está muerto como proyecto".

## Historia
La banda, orientada al death metal técnico, se inicia en el año 1992 con Muhammed Suiçmez a la cabeza, siendo este mismo quien termina grabando el álbum debut Onset of putrefaction lanzado en 1999 después de que los integrantes de ese entonces abandonaran la banda dejando como legado solo un par de demos: Requiems of Festered Gore (1992) y Necrophagist (1995).
En el demo de 1992 la banda no ejecutaba ese Death Metal Técnico que los caracterizó hasta su final, la voz es Gutural, los solos bastante cortos, bastante distinto de lo que hicieron posteriormente. Este Demo nunca fue distribuido oficialmente, se pretendía solo con fines promocionales, fue producido y grabado en abril de 1992.
Después de varias giras por su país natal (Alemania), la banda graba un nuevo álbum en 2004, con el mismo tecnicismo que su trabajo anterior, al cual titularon Epitaph. En ese mismo año la banda remasterizó su álbum anterior (Onset of putrefaction) en el cual se puede escuchar un sonido más limpio, con nuevas muestras de batería de cada uno de los temas hechas por Hannes Grossmann, y con 2 tracks extras de su demo de 1995.
Necrophagist empezó a trabajar en su nuevo álbum con su nuevo baterista Romain Goulon. Acuerdo a rumores existieron dos posibles títulos para este material "The Path to Naught" y "Death to the Faithful". Suiçmez declaró que usarán guitarras de 7 cuerdas. Pese a todo eso, el proyecto nunca llegó a ver la luz debido a la disolución sin anunciar oficialmente por la banda.

## Miembros

### Últimos Miembros
- Muhammed Suiçmez - Guitarra, Voz
- Sami Raatikainen - Guitarra
- Stefan Fimmers - Bajo
- Romain Goulon - Batería

### Miembros Antiguos
- Guitarra:
  - Jan-Paul Herm (1992-1995)
  - Mario Petrovic (2000-2001)
  - Björn Vollmer (2001-2002)
  - Christian Münzner (2002-2006)
  - Matthias Holzapfel

- Bajo:
  - Jochen Bittmann
  - Julien Laroche
  - Heiko Linzert (2003)

- Batería:
  - Raphael Kempermann (1992-1995)
  - Daniel Silva (1995-1998, 2001-2003)
  - Slavek Foltyn (2000-2001)
  - Hannes Grossmann (2003-2007)
  - Milexi Álvarez Morales (2005)
  - Marco Minnemann (2007-2008)

## Discografía

### Álbumes
| Año  | Título                | Tipo        | Discográfica           | Comentarios                                                                              |
| ---- | --------------------- | ----------- | ---------------------- | ---------------------------------------------------------------------------------------- |
| 1999 | Onset of Putrefaction | Full-Length | Noise Solution Records | Álbum debut de la banda remasterizado en el 2004 con 2 tracks extras de su demo de 1995. |
| 2004 | Epitaph               | Full-Length | Relapse Records        | Último álbum de la banda hasta el momento, con una duración total de 32.56 Minutos.      |

### Demos, EP y Otros
| Año  | Título                    | Tipo | Discográfica  |
| ---- | ------------------------- | ---- | ------------- |
| 1992 | Requiems of Festered Gore | Demo | Independiente |
| 1995 | Necrophagist              | Demo | Independiente |